# FAW Premier Cup
La FAW Premier Cup (hasta 1998 FAW Invitation Cup) es una difunta competición copera de fútbol en Gales, organizada anualmente por la Asociación de Fútbol de Gales desde 1997 a 2008. El torneo se inició en 1996 como consecuencia de la exclusión de la Copa de Gales de los equipos galeses que competían en las diversas categorías de la Liga inglesa de fútbol.
El formato original incorporaba los tres clubes galeses entonces jugando en la Liga inglesa de fútbol, el Cardiff City, Swansea City y el Wrexham más el Merthyr Tydfil y cuatro de la Liga de Gales (ahora la Welsh Premier League).
Desde la temporada 2004/05, la competición se amplió a 16 equipos, los 10 mejores equipos de la Liga de Gales, el mejor club de cada uno de los Newport County, Merthyr Tydfil y Colwyn Bay, además de los tres equipos galeses de la Liga inglesa de fútbol, el Cardiff City, Swansea City y el Wrexham FC.
La FAW Premier Cup fue patrocinada desde su inicio por la BBC de Gales, sin embargo, después de que la empresa retirara tal patrocinio de la competición en 2008, el torneo fue cancelado.

## Finales
| Temporada | Campeón        | Resultado | Finalista      | Sede de la final           |
| --------- | -------------- | --------- | -------------- | -------------------------- |
| 1997-98   | Wrexham        | 2 - 1     | Cardiff City   | Racecourse Ground, Wrexham |
| 1998-99   | Barry Town     | 2 - 1     | Wrexham        | Racecourse Ground, Wrexham |
| 1999-00   | Wrexham        | 2 - 0     | Cardiff City   | Racecourse Ground, Wrexham |
| 2000-01   | Wrexham        | 2 - 0     | Swansea City   | Vetch Field, Swansea       |
| 2001-02   | Cardiff City   | 1 - 0     | Swansea City   | Ninian Park, Cardiff       |
| 2002-03   | Wrexham        | 6 - 1     | Newport County | Racecourse Ground, Wrexham |
| 2003-04   | Wrexham        | 4 - 1     | Rhyl           | Belle Vue, Rhyl            |
| 2004-05   | Swansea City   | 2 - 1     | Wrexham        | Vetch Field, Swansea       |
| 2005-06   | Swansea City   | 2 - 1     | Wrexham        | Racecourse Ground, Wrexham |
| 2006-07   | The New Saints | 1 - 0     | Newport County | Newport Stadium, Newport   |
| 2007-08   | Newport County | 1 - 0     | Llanelli AFC   | Newport Stadium, Newport   |

## Títulos por club
| Club           | Apariciones | Campeón | 2° | Años campeón                 |
| -------------- | ----------- | ------- | -- | ---------------------------- |
| Wrexham        | 11          | 5       | 3  | 1998, 2000, 2001, 2003, 2004 |
| Swansea City   | 11          | 2       | 2  | 2005, 2006                   |
| Cardiff City   | 11          | 1       | 2  | 2002                         |
| Newport County | 7           | 1       | 2  | 2008                         |
| Barry Town     | 7           | 1       | -  | 1999                         |
| The New Saints | 9           | 1       | -  | 2007                         |
| Rhyl           | 8           | -       | 1  | -----                        |
| Llanelli AFC   | 3           | -       | 1  | -----                        |